# Spätengundkopf
Der Spätengundkopf ist eine 1993 m ü. NHN hohe Kammerhebung der Trettachspitze in den Allgäuer Alpen. Er liegt im Himmelschrofenzug nördlich des Wildengundkopfes, zwischen diesem und dem Schmalhorn. Sein Westhang gehört zum Weidegebiet der Einödsbergalpe.